# ジャワマングース
ジャワマングース（学名：Urva javanica）は、哺乳綱食肉目マングース科に分類される哺乳類。かつて亜種として本種に含める説があった一部の地域の個体群は別種のフイリマングースとして区別されている。

## 分布
ベトナム、カンボジア、ラオス、タイ、マレーシア、インドネシアを原産地とする。
ミャンマー、中国南部、バングラデシュ、ブータン、ネパール、インド、パキスタン、アフガニスタン、イランに分布していた個体群もかつてはジャワマングースとして分類されていたが、DNA解析の結果、フイリマングースという別種であることが判明した。それに従い、ハワイ、日本（奄美大島、沖縄島）、西インド諸島などに外来種として移入分布していた個体群もジャワマングースではなくフイリマングースとの扱いになっている。

## 形態
頭胴長は300～415mmで、フイリマングースと比べて大型。尾は体長よりも短い。背面の毛衣は灰褐色で、褐色や黒褐色の斑点が入る。

## 生態
竹林や植林地、草地、農耕などに生息する。昼行性。
食性は雑食で、昆虫、サソリ、爬虫類、鳥類やその卵、小型哺乳類などを食べる。

## 分類
かつては複数の亜種に分けられていた。以前から基亜種以外をフイリマングースとして分割する説もあったが、DNA解析によって別種であることが有力となった。

## 人間との関係
2005年に特定外来生物による生態系等に係る被害の防止に関する法律によってジャワマングースは特定外来生物に指定されたが、その後の研究で日本に定着している個体群がフイリマングースであることが明らかになった。そのため、2013年にフイリマングースとして改めて特定外来生物に指定されている。ジャワマングースは日本には外来種として定着していないことになっているが、特定外来生物の指定は続いている。

### 書籍
- 財団法人東京動物園協会『世界の動物 分類と飼育 (2) 食肉目』どうぶつ社、1991年11月。ISBN 978-4886220615。

### 論文
- Veron, G., M. L. Patou, G. Pothet, D. Simberloff and A. P. Jennings (2007). “Systematic status and biogeography of the Javan and small Indian mongooses (Herpestidae, Carnivora)”. Zoologica Scripta 36:  1-10.